# Sawran
Sawran (ukrainisch und russisch Саврань) ist eine Siedlung städtischen Typs im Süden der Ukraine, etwa 39 Kilometer nordöstlich von Balta entfernt. Sie war bis Juli 2020 das Zentrum des Rajons Sawran und liegt am Zusammenfluss des Sawran (auch Sawranka) mit dem Südlichen Bug.

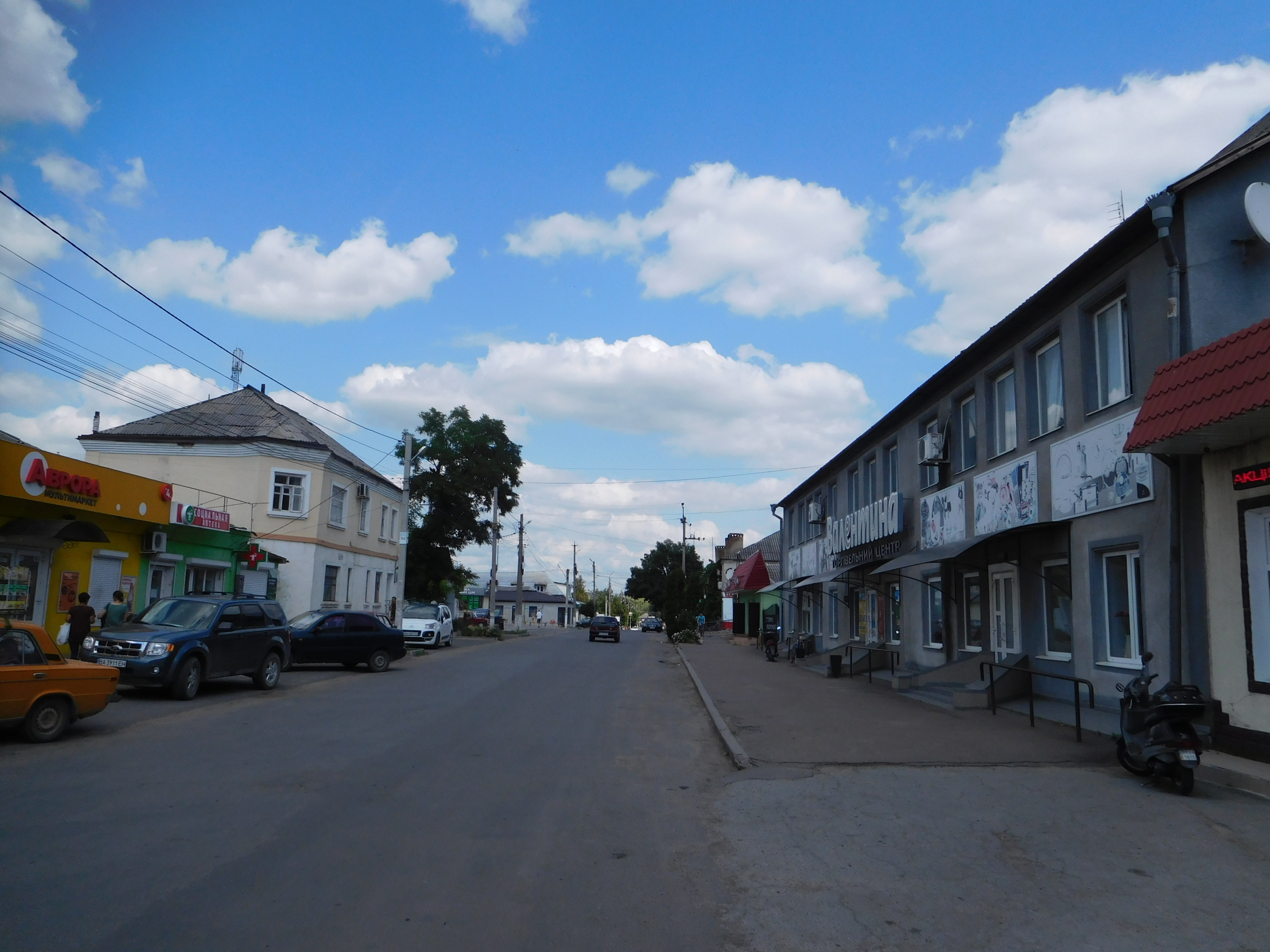
Blick ins Ortszentrum

Der Ort entstand im 17. Jahrhundert als Festungsstadt gegen die Tatareneinfälle und wurde 1957 eine Siedlung städtischen Typs. Im 19. Jahrhundert entstand im Ort eine größere jüdische Gemeinde, 1900 zählte man 1198 Juden im Ort.

## Verwaltungsgliederung
Am 12. Juni 2020 wurde die Siedlung zum Zentrum der neugegründeten Siedlungsgemeinde Sawran (Савранська селищна громада/Sawranska selyschtschna hromada), zu dieser zählen auch noch die 19 in der untenstehenden Tabelle angeführten Dörfer sowie die Ansiedlung Kowbassowa Poljana, bis dahin bildete sie zusammen mit dem Dorf Hetmaniwka und der Ansiedlung Kowbassowa Poljana die gleichnamige Siedlungsratsgemeinde Sawran (Савранська селищна рада/Sawranska selyschtschna rada) im Norden des Rajons Sawran.
Seit dem 17. Juli 2020 ist sie ein Teil des Rajons Podilsk.
Folgende Orte sind neben dem Hauptort Sawran Teil der Gemeinde:
| Name                     | Name             | Name                                  |
| ukrainisch transkribiert | ukrainisch       | russisch                              |
| ------------------------ | ---------------- | ------------------------------------- |
| Bajbusiwka               | Байбузівка       | Байбузовка (Baibusowka)               |
| Bakscha                  | Бакша            | Бакша                                 |
| Biloussiwka              | Білоусівка       | Белоусовка (Beloussowka)              |
| Dubky                    | Дубки            | Дубки (Dubki)                         |
| Dubynowe                 | Дубинове         | Дубиново (Dubinowo)                   |
| Hetmaniwka               | Гетьманівка      | Гетмановка (Getmanowka)               |
| Hlybotschok              | Глибочок         | Глубочок (Hlubotschok)                |
| Jossypiwka               | Йосипівка        | Йосиповка (Jossipowka)                |
| Kamjane                  | Кам'яне          | Каменное (Kamennoje)                  |
| Kapustjanka              | Капустянка       | Капустянка                            |
| Kowbassowa Poljana       | Ковбасова Поляна | Колбасова Поляна (Kolbassowa Poljana) |
| Konzewa                  | Концеба          | Концеба                               |
| Kwitka                   | Квітка           | Квитка                                |
| Nedilkowe                | Неділкове        | Неделково (Nedelkowo)                 |
| Ossytschky               | Осички           | Осычки (Ossytschki)                   |
| Ostriwka                 | Острівка         | Островка (Ostrowka)                   |
| Poljanezke               | Полянецьке       | Полянецкое (Poljanezkoje)             |
| Sljussarewe              | Слюсареве        | Слюсарево (Sljussarewo)               |
| Strutynka                | Струтинка        | Струтинка (Strutinka)                 |
| Wilschanka               | Вільшанка        | Ольшанка (Olschanka)                  |